# موریس گارن
موریس-فرانسوا گارَن (به فرانسوی: Maurice-François Garin)‏ (تلفظ می‌شود [mo. ʁis.fʁɑ̃.swa ɡa. ʁɛ̃]؛ ۳ مارس ۱۸۷۱–۱۹ فوریهٔ ۱۹۵۷) دوچرخه‌سوار فرانسوی مسابقات جاده و زادهٔ ایتالیا بود که نخستین برندهٔ تور دو فرانس در سال ۱۹۰۳ بود. همچنین، در سال ۱۹۰۴، عنوان او و هشت رکابزن دیگر به دلیل تقلب پس گرفته شد.

## خانواده

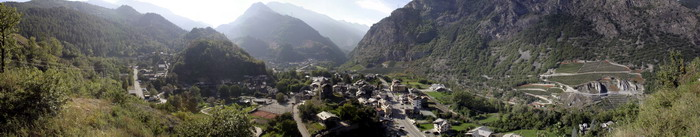
ارویر در واله دائوستا، مکان زاده شدن موریس گارین

گارین فرزند موریس-کلمنت گارین و ماریا ترزا اوزلو بود و در ارویر در بخش فرانسوی زبان واله دائوستا در شمال غربی ایتالیا زاده شد. پدر و مادر او چهار دختر و پنج پسر داشتند. موریس نخستین پسر بود.
در سال ۱۸۸۵ خانواده گارین، ارویر را برای یافتن کار ترک کردند و به رنس در نزدیکی مرز بلژیک مهاجرت کردند. گارین در آنجا به کار تمیز کردن دودکش مشغول شد. او به شارلروا در بلژیک رفت، ولی در سال ۱۸۸۹ به فرانسه بازگردانده شد و به موبوژ رفت. پدرش مدت کوتاهی پس از بازگشت به ارویر درگذشت. دو برادرش سزار و فرانسوا در شمال فرانسه ماندند و به همراه موریس، در سال ۱۸۹۵ یک فروشگاه دوچرخه در روبه باز کردند. سزار نیز از سال ۱۸۹۹ تا ۱۹۰۶ دوچرخه‌سوار حرفه‌ای بود و در یکی از مراحل تور دو فرانس ۱۹۰۴ دوم شد.
گارین در سال ۱۹۰۲ به لان رفت و تا پایان عمر در آنجا سکونت داشت. او نخستین دوچرخهٔ خود را در سال ۱۸۸۹ به قیمت ۴۰۵ فرانک خرید.

## مسابقات آماتور
گارین در سال ۱۸۹۲ ملیت فرانسوی دریافت کرد و در همان سال، مسابقات دوچرخه‌سواری را در شمال فرانسه آغاز کرد. نخستین بار مسئول باشگاه دوچرخه‌سواری موبوژ او را تشویق به شرکت در مسابقهٔ محلی موبوژ-ایرسون-موبوژ به مسافت ۲۰۰ کیلومتر کرد. گارین در مسابقه پنجم شد و تصمیم به ادامهٔ دوچرخه‌سواری گرفت.
نخستین پیروزی گارین در مسابقهٔ نمور-دینان-ژیوه به مسافت ۱۰۲ کیلومتر در بلژیک در سال ۱۸۹۳ بود. او دوچرخهٔ خود را فروخت و دوچرخه‌ای سبکتر خرید. در دینان دوچرخه‌اش پنچر شد و دوچرخهٔ یدکی یکی از رقیبان را گرفت. گارین با فاصلهٔ ده دقیقه، اول شد. سپس دوچرخه را پس داد و دوچرخهٔ خود را از همان مکانی که ترک کرده‌بود، برداشت.

## مسابقات حرفه‌ای
گارین به صورت اتفاقی تبدیل به دوچرخه‌سوار حرفه‌ای شد. او تصمیم داشت در مسابقه‌ای در نزدیکی محل زندگی خود شرکت کند؛ ولی متوجه شد که تنها رکابزنان حرفه‌ای مجاز به شرکت در مسابقه هستند. گارین پس از حرکت رکابزنان، حرکت خود را آغاز کرد و همهٔ آنان را پشت سر گذاشت. مسئولان مسابقه از اهدای جایزه به او خودداری کردند؛ ولی تماشاگران جایزه‌ای به میزان دو برابر برای او تهیه کردند.
نخستین پیروزی حرفه‌ای گارین در مسابقهٔ ۲۴ ساعتهٔ پاریس در سال ۱۸۹۳ بود. مسابقه از میدان شان دو مارس آغاز شد. سرمای ماه فوریه باعث کنار رفتن تک‌تک رکابزنان شد. گارین توانست ۷۰۱ کیلومتر را در ۲۴ ساعت رکاب بزند و فاصله‌ای ۴۹ کیلومتری با تنها رکابزن باقیمانده ایجاد کند.
در سال ۱۸۹۴ نیز در مسابقهٔ ۲۴ ساعته‌ای در لیژ بلژیک به پیروزی رسید و در سال بعد، رکورد تازه‌ای برای رکابزنی یک‌ساعته به ثبت رساند.
نخستین مسابقهٔ پاریس-روبه در سال ۱۸۹۶ برگزار شد و گارین با فاصلهٔ ۱۵ دقیقه با برنده، به مقام سوم دست یافت؛ ولی در سال ۱۸۹۷ برندهٔ پاریس-روبه شد.
در سال ۱۸۹۸ گارین دوباره با فاصلهٔ ۲۰ دقیقه برندهٔ پاریس-روبه شد. همچنین در سال ۱۹۰۱ در دومین دورهٔ پاریس-برست-پاریس به قهرمانی رسید. در پایان مسابقه، پس از طی مسافت ۱۲۰۸ کیلومتر، فاصلهٔ گارین با نفر دوم بیش از دو ساعت بود.

## تور دو فرانس

### تور دو فرانس ۱۹۰۳

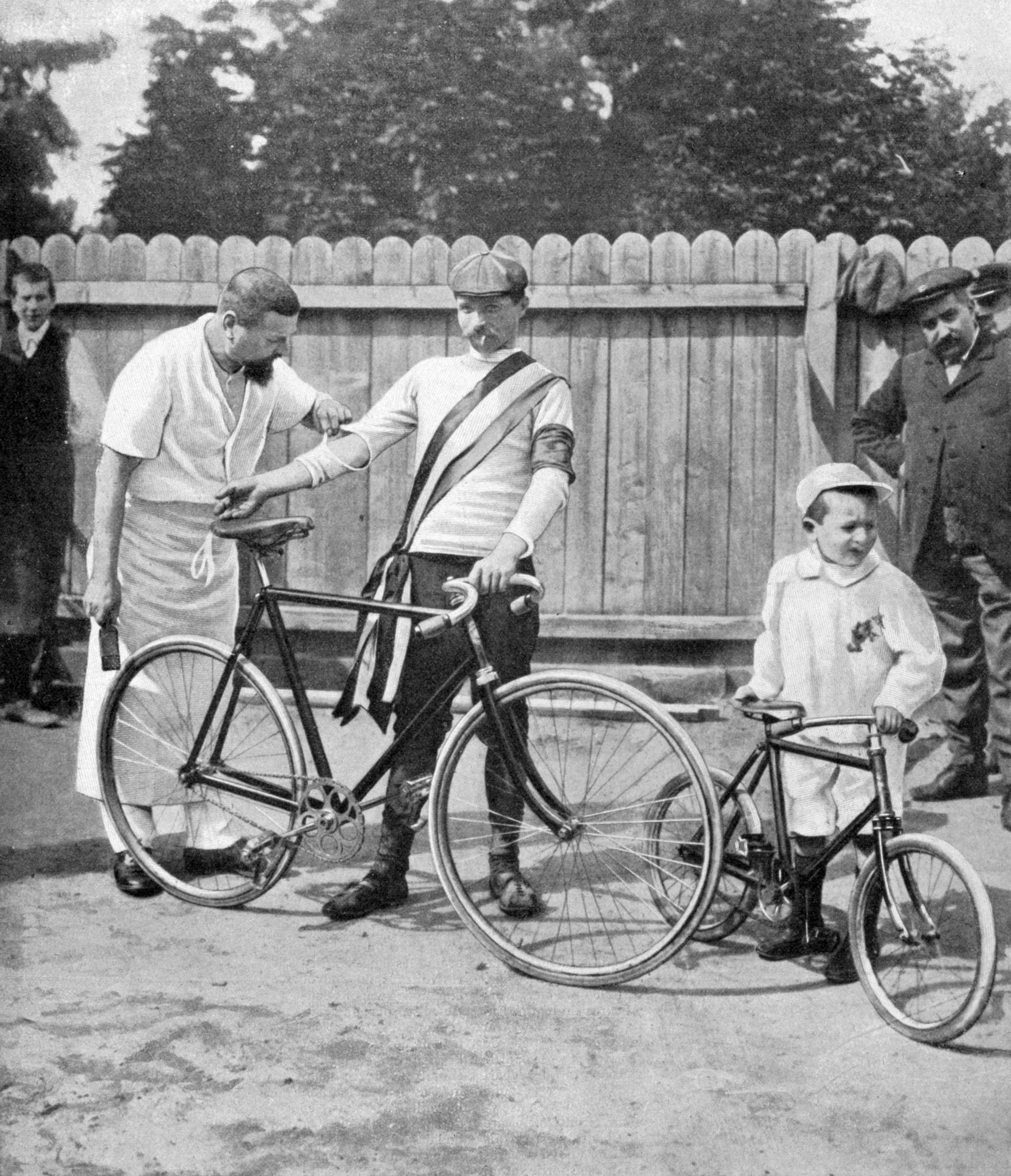
گارین با ماساژ دهنده‌اش و فرزندش در سال ۱۹۰۳

تور دو فرانس برای تبلیغ یک روزنامهٔ ورزشی تازه با نام لوتو آغاز شد. در آن زمان، بزرگترین روزنامهٔ ورزشی فرانسه لو ولو بود. انری دگرانژ، ویراستار روزنامه، مسابقه‌ای پنج هفته‌ای از ۳۱ مه تا ۵ ژوئیه طراحی کرد. مدت مسابقه چنان طولانی بود که تنها ۱۵ نفر ثبت نام کردند؛ بنابراین دگرانژ زمان مسابقه را به ۱۹ روز کاهش داد.
مسابقه در مونژورون در جنوب پاریس آغاز شد و در نقطه‌ای دیگر در حومهٔ پاریس به پایان رسید. گارین برندهٔ مسابقه شد و ۳۰۰۰ فرانک به دست آورد. همچنین ۳۱۲۵ فرانک دیگر برای سایر جایزه‌های خود کسب کرد.

### تور دو فرانس ۱۹۰۴
گارین در تور دو فرانس ۱۹۰۴ با فاصلهٔ اندکی با لوسین پوتیه به قهرمانی رسید؛ ولی پس از مدتی، عنوانش پس گرفته شد و به انری کورنه داده شد. برانگیختگی شور تماشاگران مسابقه به اندازه‌ای بود که درختان را به زمین می‌انداختند تا رقیبان را متوقف کنند. همچنین برخی دیگر را شبانه در نزدیکی سن اتین ضرب و شتم کردند. گارین یکی از قربانیان بود.
بدرفتاری میان رکابزنان نیز متداول بود و ۹ نفر در میانهٔ مسابقه به دلیل حرکت در خودرو یا کشیده شدن توسط خودرو اخراج شدند.
اتحادیهٔ دوچرخه‌سواری فرانسه، پس از پایان مسابقات و پس از شنیدن سخنان برخی شرکت‌کنندگان و شاهدان، همهٔ برندگان مراحل و چهار نفر نخست رده‌بندی نهایی را رد صلاحیت کرد. اتحادیه توضیح دقیقی دربارهٔ این امر نداد و جزئیات آن، پس از انتقال بایگانی تور به جنوب در سال ۱۹۴۰ مفقود شد. گفته می‌شد که برخی رکابزنان پونز روی جاده می‌ریختند تا سایر رقیبان به دلیل پنچری عقب بیفتند یا این که برخی رکابزنان توسط یکدیگر یا هواداران رقیب، مسموم می‌شدند.

## مرگ و یادبود

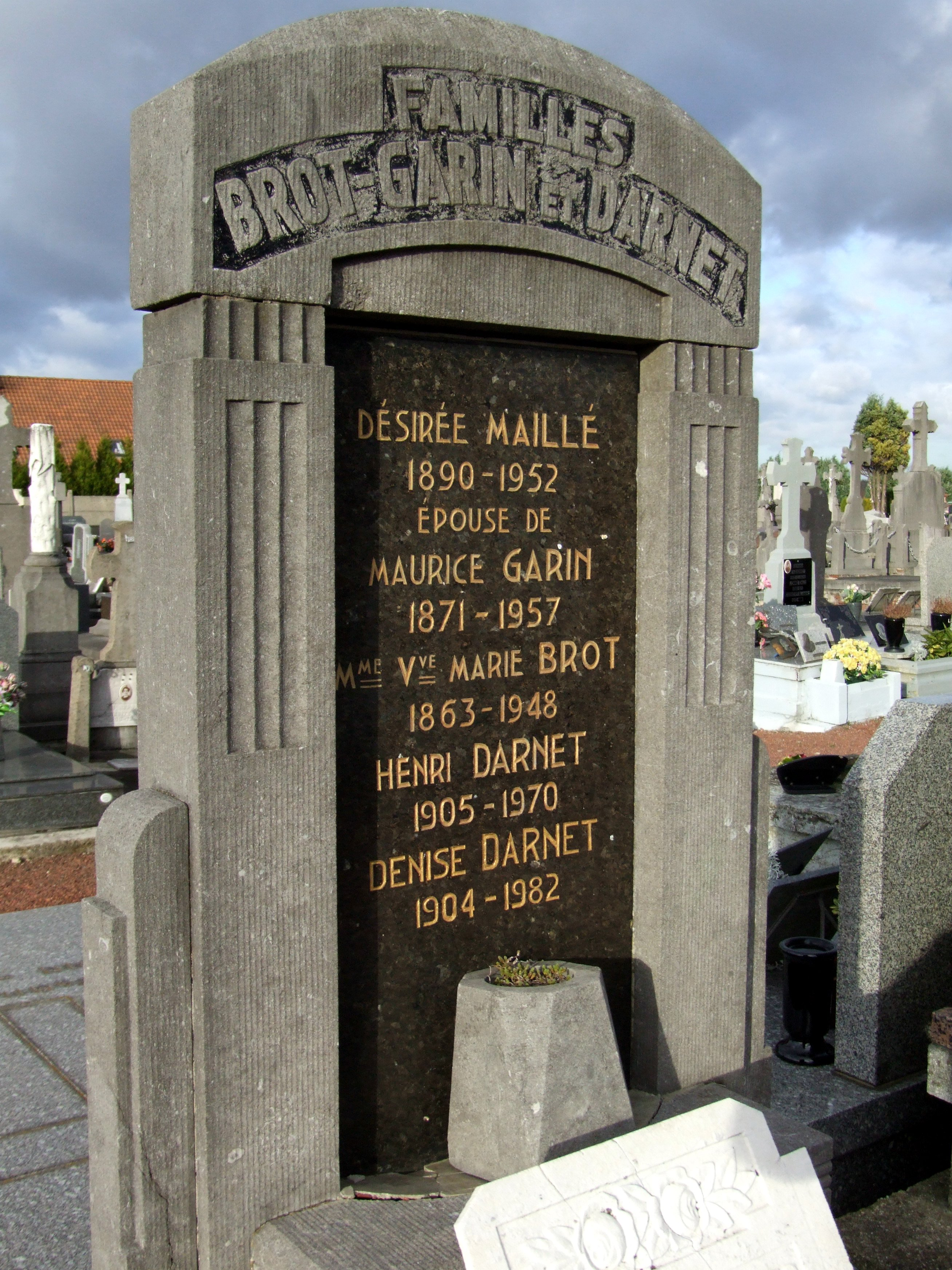
مقبره موریس گارن - لان

گارین در سال ۱۹۵۷ درگذشت و به همراه همسرش دزیره در یک آرامگاه خانوادگی در نزدیکی لان به خاک سپرده شد.
در سال ۱۹۳۳ پیست دوچرخه‌سواری موریس گارین در لان ساخته شد و به نام او نامگذاری شد.
در سال ۱۹۳۸ وزیر ورزش فرانسه مدال طلای تربیت بدنی را به گارین اهدا کرد.
در سال ۲۰۰۳ به مناسبت صدمین سالگرد پیروزی گارین در تور دو فرانس، خیابانی در موبوژ به نام او نامگذاری شد.

## دستاوردها

### نتایج در گرندتورها
| گرندتور | ۱۹۰۳    | ۱۹۰۴    |
| ------- | ------- | ------- |
| تور     | ۱       | اخراج   |
| جیرو    | ناموجود | ناموجود |
| ووئلتا  | ناموجود | ناموجود |

| ۱        | برنده                               |
| ۲–۳      | سه نفر اول                          |
| ۴–۱۰     | ده نفر اول                          |
| ۱۱–      | گذر از خط پایان                     |
| نرفت     | در مسابقه شرکت نکرد                 |
| ناتمام-x | به پایان نرساند (انصراف در مرحله x) |
| DNS-x    | آغاز نکرد (عدم شرکت در مرحله x)     |
| اخراج    | اخراج شد                            |
| ناموجود  | مسابقه/رده‌بندی انجام نشد            |
| بی‌رتبه   | در رده‌بندی گنجانده نشد              |